# Gujarati
Cette page contient des caractères d'alphasyllabaires indiens. En cas de problème, consultez Aide:Unicode.
Pour les articles homonymes, voir Gujarati (homonymie).

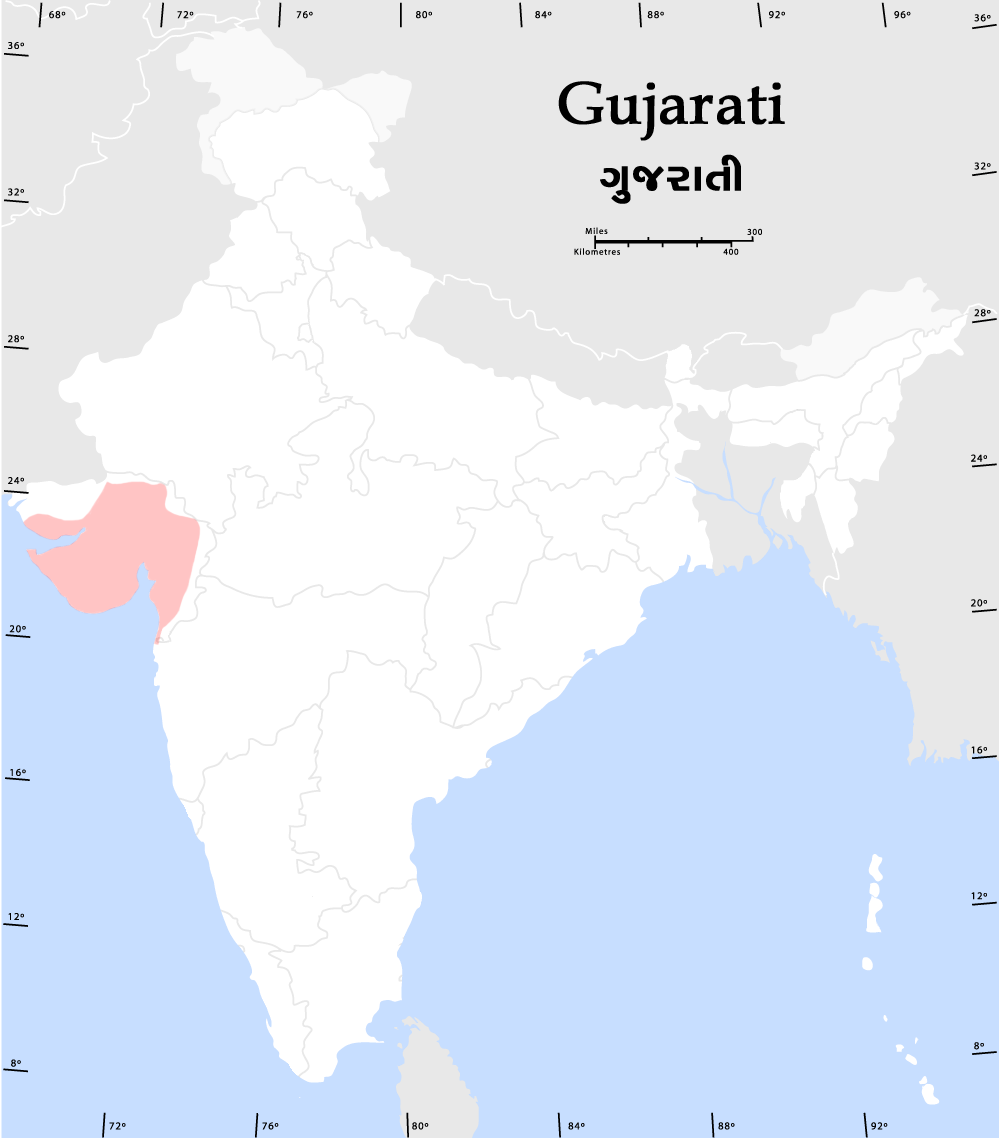
Carte

Le gujarati ou goudjarati (ગુજરાતી, gudjarātī, prononcé /ɡudʒ(ə)ˈɾɑːt̪i/ en gujarati et /ɡu(d).ʒa.ʁa.ti/ en français) est une langue indienne appartenant au groupe indo-iranien de la famille des langues indo-européennes. Il est parlé principalement dans l'État de Gujarat (Goudjerat[réf. nécessaire]), dans l'ouest de l'Inde. C'est une langue officielle reconnue par la Constitution fédérale, dérivée de prâkrits, et très proche du rajasthani dont il dérive ; les locuteurs musulmans et parsis ont, de fait, apporté un grand nombre de termes arabo-persans à son lexique. Le gujarati est noté au moyen d'un alphasyllabaire très similaire à la devanagari mais sans la ligne continue caractéristique qui relie le sommet des caractères. Il compte environ 56 millions de locuteurs.

## Répartition géographique
Le gujarati est parlé par environ 56 millions de personnes dans le monde. Selon le recensement indien de 2011, 55 492 554 habitants de l'Inde ont le gujarati comme langue maternelle, dont 51 958 730 au Gujarat, 2 371 743 au Maharashtra et 1 162 081 dans les autres états. Les locuteurs étrangers sont environ 250 000 en Tanzanie, 150 000 en Ouganda, 100 000 au Pakistan, 50 000 au Kenya et 19 000 au Zimbabwe. La langue compte également des locuteurs en Afrique du Sud qui, selon l'article 6 de sa constitution, en fait la promotion.
En Inde, le gujarati est la langue principale de l'État du Gujarat et des territoires Daman et Diu et Dadra et Nagar Haveli.
Un nombre important de locuteurs vivent aux États-Unis (dans les États du New Jersey, de New York, du Texas et de Californie) et au Royaume-Uni (Leicester et Wembley), mais aussi dans les îles de l'Océan indien, Maurice, Madagascar, Réunion et l'archipel des Comores.

### Statut officiel
Le gujarati est langue officielle de l'État du Gujarat, en Inde.

## Histoire
Après la fondation de l'État du Gujarat en 1960 sur la base de la langue gujarati, il y a un besoin de littérature disponible pour le public gujarati. Après des années d'efforts de la part de l'écrivain gujarati Dhirubhai Thaker (en), le Gujarat Vishwakosh Trust est créé en décembre 1985 et est constitué de nombreux universitaires et personnalités de diverses disciplines. Le travail de création d'une encyclopédie en 25 volumes en langue gujarati commence cette même année sous la direction de Dhirubhai Thaker : la Gujarati Vishwakosh.

## Classification
Le gujarati est une langue appartenant au groupe indo-iranien des langues indo-européennes. C'est une des langues les plus proches du sanskrit.

### Dialectes
| - Gujarati standard - Gujarati de Mumbai - Nagari - Patnuli - Saurashtra standard | - Gamadia - Anawla - Brathela - Broach gujarātī oriental - Charotari - Gamadia de l'Ahmedabad - Gramya - Patani - Patidari - Surati - Vadodari | - Kathiyawadi - Bhavnagari - Gohilwadi - Holadi - Jhalawadi - Sorathi | - Tarimuki - Ghisadi - Desi gujarati - Parsi - Kharwa - Kakari |

## Écriture
Le gujarati est noté au moyen d'un alphasyllabaire, l’alphasyllabaire gujarati, très similaire à la devanagari mais sans la ligne continue caractéristique qui relie le sommet des caractères.

## Phonologie

### Voyelles
|             | Antérieures | Antérieures | Antérieures | Centrales | Centrales | Centrales | Postérieures | Postérieures | Postérieures |
| ----------- | ----------- | ----------- | ----------- | --------- | --------- | --------- | ------------ | ------------ | ------------ |
| Fermées     | [i]         | ઇ/ઈ         | i/ī         |           |           |           | [u]          | ઉ/ઊ          | u/ū          |
| Mi-fermées  | [e]         | એ           | e           | [ə]       | અ         | a         | [o]          | ઑ            | o            |
| Mi-ouvertes | [ɛ]         | એ           | e           | [ə]       | અ         | a         | [ɔ]          | ઑ            | o            |
| Ouvertes    | [æ]¹        | ઍ           | â           | [ä~ɑ]     | આ         | ā         |              |              |              |

- Note ¹ : la voyelle [æ] n'existe que dans des mots empruntés à l'anglais.
- Il existe une distinction entre les voyelles orales et nasales, ainsi qu'entre les voyelles murmurées et non murmurées (sauf pour [e] et [o])
- Le gujarati ne différencie plus les voyelles courtes et longues. Il reste cependant des vestiges de cette distinction : les voyelles [i] et [u] ont deux graphies chacune, la première (ઇ ; ઉ) correspondant à une voyelle qui était autrefois courte, et la seconde (ઈ ; ઊ) à une voyelle qui était longue. Toutefois, toutes les voyelles sont généralement longues quand elles sont nasalisées ou dans une syllabe finale.
- La nasalisation (anusvāra) est indiquée par un bindu (ં).

### Consonnes
|             |           | Labiales | Labiales | Labiales | Alvéolaires | Alvéolaires | Alvéolaires | Rétroflexes | Rétroflexes | Rétroflexes | Palatales | Palatales | Palatales | Vélaires | Vélaires | Vélaires | Glottales | Glottales | Glottales |
| ----------- | --------- | -------- | -------- | -------- | ----------- | ----------- | ----------- | ----------- | ----------- | ----------- | --------- | --------- | --------- | -------- | -------- | -------- | --------- | --------- | --------- |
| Nasales     | Nasales   | [m]      | મ        | m        | [n]         | ન           | n           | [ɳ]         | ણ           | ṇ/hn        |           |           |           |          |          |          |           |           |           |
| Occlusives  | sourdes   | [p]      | પ        | p        | [t]         | ત           | t           | [ʈ ]        | ટ           | ṭ           | [ t͡ʃ ]    | ચ         | ch        | [k]      | ક        | k        |           |           |           |
| Occlusives  | aspirées  | [pʰ]¹    | ફ        | ph       | [tʰ]        | થ           | th          | [ʈʰ]        | ઠ           | ṭh          | [ t͡ʃʰ]    | છ         | chh       | [kʰ]     | ખ        | kh       |           |           |           |
| Occlusives  | voisées   | [b]      | બ        | b        | [d]         | દ           | d           | [ɖ ]        | ડ           | ḍ           | [ d͡ʒ]     | જ         | j         | [g]      | ગ        | g        |           |           |           |
| Occlusives  | murmurées | [bʱ]     | ભ        | bh       | [dʱ]        | ધ           | dh          | [ɖʱ]        | ઢ           | ḍh          | [ d͡ʒʱ]    | ઝ         | jh        | [gʱ]     | ઘ        | gh       |           |           |           |
| Frictatives | sourdes   | [f]      | ફ        | ph       | [s~ʃ ]      | સ/ષ/શ       | s/ṣ/ś       |             |             |             |           |           |           |          |          |          | [ɦ]       | હ         | h         |
| Frictatives | voisées   |          |          |          | [z]²        | સ/ષ/શ       | s/ṣ/ś       |             |             |             |           |           |           |          |          |          |           |           |           |
| Spirantes   | Spirantes | [ʋ]      | વ        | v        | [l]         | લ           | l           |             |             |             | [ j]      | ય         | y         |          |          |          |           |           |           |
| Battue      | Battue    |          |          |          | [ɾ]         | ર           | r           | [ɺ̢]³        | ળ           | ḷ           |           |           |           |          |          |          |           |           |           |

- Note ¹ : la consonne [pʰ] n'existe que dans des mots d'origine sanskrit, ou dans certains dialectes minoritaires. Sinon, le caractère ફ représente la consonne [f].
- Note ² : certains locuteurs utilisent [z] dans les mots empruntés au persan et à l'anglais. Cependant, dans les emprunts provenant du persan, les consonnes [ d͡ʒ] et [ d͡ʒʱ] remplacent généralement [z].
- Note ³ : le symbole le plus adapté serait «  », mais celui-ci n'apparaît pas correctement sur la plupart des navigateurs.
- Les consonnes [ɡʱ], [dʱ] et [bʱ] ont pour allophones respectifs [ɣ], [ð] et [β].
- Les consonnes [ɖʱ], [ɖ ] et [ɳ] ont pour allophones respectifs [ɽʱ], [ɽ] et [ɽ̃].
- La consonne [ʋ] a pour allophones [v] et [w].

## Grammaire
Le gujarati possède trois genres grammaticaux (masculin, féminin et neutre), deux nombres (singulier et pluriel) ainsi que trois cas (nominatif, oblique/vocatif et locatif). Les noms peuvent être divisés en deux catégories selon leurs déclinaisons : les noms marqués dont la terminaison change et les non-marqués dont la terminaison ne change pas,.
Voici le paradigme des déclinaisons :
|          | Nominatif | Nominatif | Oblique/Vocatif | Oblique/Vocatif | Locatif |
| Sing.    | Plur.     | Sing.     | Plur.           |                 | Locatif |
| -------- | --------- | --------- | --------------- | --------------- | ------- |
| Masculin | -ઓ ; o    | -આ ; ā    | -આ ; ā          | -આ ; ā          | -એ ; e  |
| Féminin  | -ઈ ; ī    | -ઈ ; ī    | -ઈ ; ī          | -ઈ ; ī          |         |
| Neutre   | -ઉં ; ũ    | -આં ; ā̃    | -આ ; ā          | -આં ; ā̃          | -એ ; e  |

En gujarati, il existe aussi une marque du pluriel -ઓ (o). Cependant, ce suffixe n'est pas obligatoire : il n'est généralement pas présent quand la pluralité est indiquée par un autre élément (ex: un accord ou une quantité explicitement exprimée). Toutefois, dans le système de déclinaison, il est souvent marqué. Cette redondance est appelée double pluriel.
Voici toutes les terminaisons possibles pour les noms gujaratis :
|            |            | Nominatif | Nominatif    | Oblique/Vocatif | Oblique/Vocatif | Locatif |
| Sing.      | Plur.      | Sing.     | Plur.        |                 |                 | Locatif |
| ---------- | ---------- | --------- | ------------ | --------------- | --------------- | ------- |
| Marqué     | Masculin   | -ઓ ; o    | -આ(ઓ) ; ā(o) | -આ ; ā          | -આઓ ; āo        | -એ ; e  |
| Marqué     | Féminin    | -ઈ ; ī    | -ઈઓ ; īo     | -ઈ ; ī          | -ઈઓ ; īo        |         |
| Marqué     | Neutre     | -ઉં ; ũ    | -આં(ઓ) ; ā̃(o) |                 | -આં(ઓ) ; ā̃(o)    | -એ ; e  |
| Non-marqué | Non-marqué |           | -ઓ ; o       |                 | -ઓ ; o          |         |

## Exemples

### Lexique
- હા (Hā) — Oui
- ના (Nā) — Non
- નમસ્તે (Namastē) — Bonjour
- આવજો (Āvajō) — Au revoir.
- આભાર (Ābhāra) — Merci

### Phrases
- મારું નામ સીમા છે. (Māruṁ nāma Sīmā chē.) —  Je m’appelle Sima.
- તમારું નામ શું છે? (Tamāruṁ nāma śuṁ chē?) — Comment vous appelez-vous ?
- તારું નામ શું છે? (Tāruṁ nāma śuṁ chē?) — Comment t’appelles-tu ?
- કેમ છો (Kēma chō) — Ça va / bonjour / salut.